# 2749 Walterhorn

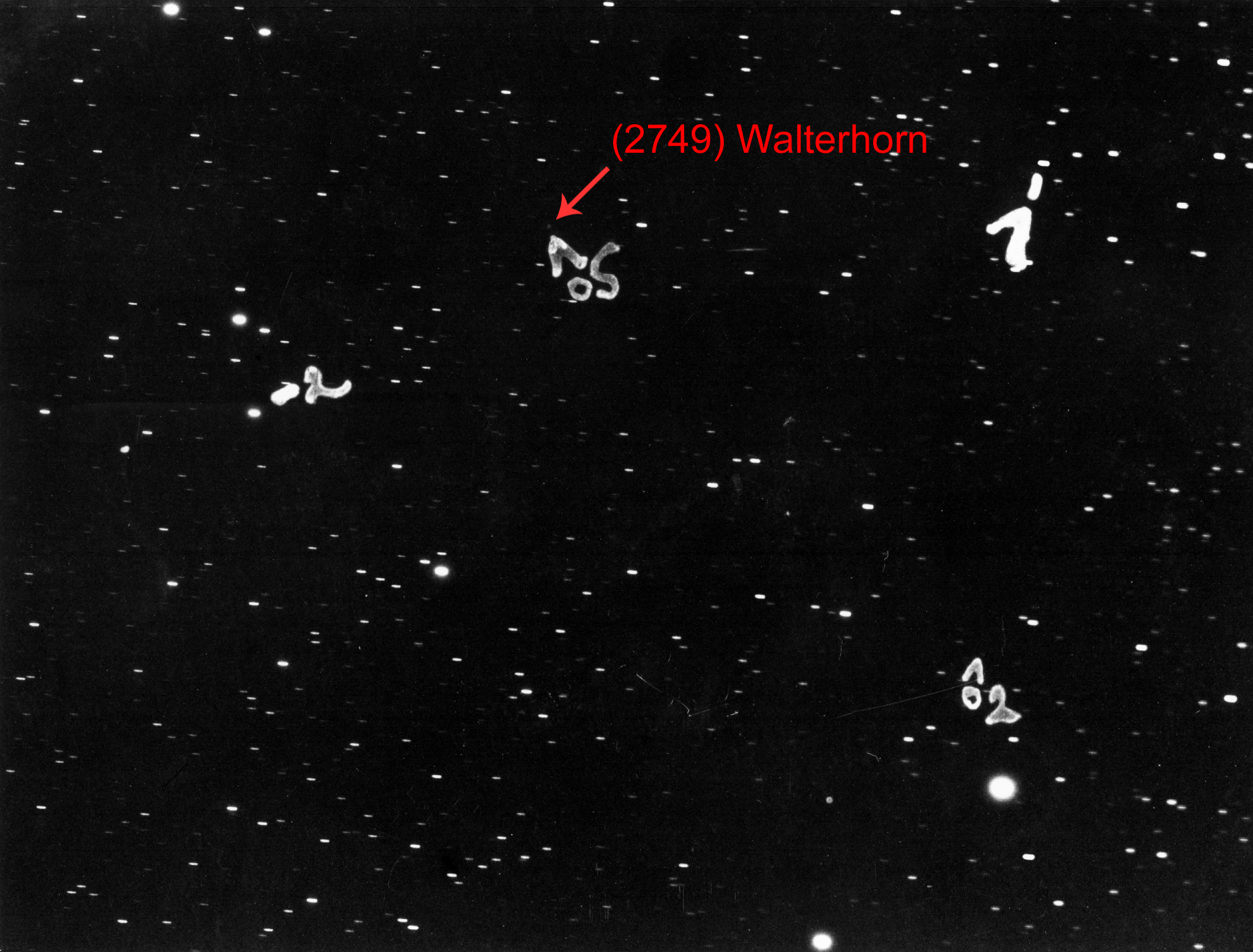
2749 Walterhorn

2749 Walterhorn eller 1937 TD är en asteroid i huvudbältet, som upptäcktes 11 oktober 1937 av den tyske astronomen Karl Wilhelm Reinmuth i Heidelberg. Den har fått sitt namn efter Walter Horn.
Asteroiden har en diameter på ungefär 14 kilometer och den tillhör asteroidgruppen Themis.